# María Isabel Vásconez
María Isabel Vásconez, “Mayta”, es una futbolista ecuatoriana que desde los 14 años de edad forma parte de la selección ecuatoriana de fútbol.  Es una volante zurda y fue seleccionada para realizar pruebas de ingreso al FC Barcelona. Militó en la liga española, en el club Sant Andreu de la ciudad de Barcelona de segunda división española. Además jugó para el Espuce de Quito, con el que quedó en tercer lugar del primer campeonato femenino de fútbol en Ecuador en 2013.
Vásconez nació en Cuenca, Ecuador. También disputó la Copa América como parte de la selección femenina de fútbol de Ecuador, que en ese torneo clasificó por primera vez a un mundial de fútbol. 
Es máster de Relaciones Públicas y Gabinetes de Comunicación en la Universidad Autónoma de Barcelona y máster en Comunicación Política y Empresarial en la Universidad Camilo José Cela de Madrid.
Tiene la escuela de fútbol femenino más grande del Ecuador y creó el proyecto de fútbol femenino para el Club Deportivo Cuenca. 

## Selección nacional
Ha sido internacional con la Selección femenina de fútbol de Ecuador. Vásconez es la primera cuencana en formar parte de una selección de fútbol del Ecuador.

### Participaciones en Copas del Mundo
| Mundial                                 | Sede   | Resultado    |
| --------------------------------------- | ------ | ------------ |
| Copa Mundial Femenina de Fútbol de 2015 | Canadá | Primera fase |